# Heliotropium powelliorum
Heliotropium powelliorum är en strävbladig växtart som beskrevs av Billie Lee Turner. Heliotropium powelliorum ingår i Heliotropsläktet som ingår i familjen strävbladiga växter. Inga underarter finns listade i Catalogue of Life.